# Балтички регион
Балтички регион је регија око Балтичког мора, на северу Европе.

## Значење појма
Засивно о контексту Балтик може означавати:
- данашње балтичке државе: Естонија, Летонија и Литванија, као и Калињинградска област (део Русије).
- Источну Пруску и историјске земље Ливонију, Курландију и Естонију (Шведска и Руска Естонија)
- географско подручје које се састоји од поменутих земаља, а понекад се означава као Balticum у немачком језику
- бившу балтичку провинцију Руске Империје, тј. горепоменуте земље заједно са Финском и понекад Пољском
- земље на британској трговачкој рути кроз Балтичко море (Шведска и Норвешка)
- Балтичке земље, са осталим земљама које излазе на Балтичко море.